# 澤崎定之
澤崎 定之（または、沢崎 定之、さわざき さだゆき、1889年（明治22年）5月17日 - 1949年（昭和24年）4月15日）は日本の声楽家、音楽教育者、合唱指揮者、作曲家。日本の洋楽界のパイオニアとして重要な役割を果たした。

## 経歴
和歌山県有田市出身。1912年（明治45年）東京音楽学校声楽科卒。アウグスト・ユンケル、ハンカ・ペツォルトに師事。同年の卒業生には、声楽：中島かね・梁田貞、ピアノ：中山晋平・服部駟郎次、ヴァイオリン：多基永などがいる。
テノール歌手として、日本で最初の四重唱団「澤崎クヮルテット」名義の演奏記録もある（ソプラノ：武岡鶴代、アルト：柳兼子、テノール：澤崎、バス：矢田部勁吉）。1924年（大正13年）11月、ベートーヴェン『第九』日本人初演のテノールソリストを務めている（グスタフ・クローン指揮、ソプラノ長坂好子、アルト曽我部（斉藤）静子、バリトン船橋栄吉、管弦楽と合唱は東京音楽学校、上野奏楽堂）。1929年（昭和4年）東京音楽学校教授。東京音楽学校声楽科主任教授のかたわらテノールの演奏活動を続けた（ただし澤崎が『声交曲“皇太子殿下御誕生奉祝歌”』バリトン独唱、ブラームス『独逸鎮魂曲』バリトン独唱、ワーグネル楽劇『神々の黄昏』ハーゲン（バス）を歌った記録もある）。教え子には、木下保、畑中良輔、徳山璉、小山祐士、鈴木鎮一などがいる。小学校唱歌教育研究会児童唱歌コンクールの審査員を1932年（昭和7年）、1933年（昭和8年）に務める。1935年（昭和10年）欧米に2年間視察旅行、帰国後は合唱指導など教育に専念した。1939年（昭和14年）小松耕輔のオペラ『霊鐘』初演に参加。合唱指揮者として東京音楽学校生徒による演奏を多数録音している。
昭和合唱研究会、東京放送合唱団などを創設した。作曲家としても作品を残している。
1949年（昭和24年）4月15日死去。59歳没。

## 主な作曲作品
※現在確認できるもののみを記した。
- 犬と猫 吉丸一昌作詩 1913年（大正2年)[24]
- 角力 吉丸一昌作詩 1913年（大正2年)[25]
- お手玉 文部省唱歌 1933年（昭和8年）[26]
- 単音唱歌 菊 青木歌子作詩 1933年（昭和8年）[27]
- 旧（3代目）和歌山市歌 田辺善一作詞 紀元二千六百年記念行事 1940年（昭和15年）[2]
- 埼玉県立越ヶ谷高等学校校歌 高野辰之作詞 1935年（昭和10年）3月制定[7]
- 岩手県一戸町立鳥海中学校校歌 東山重雄作詞[28] ※2011年閉校[29]
- 和歌山県海南市立黒江小学校校歌 岩橋貞吉作詞 1923年（大正12年）頃制定[30]

## 著書・訳書

### 書籍
- 唱歌法の原理 : 古代及近代各派の科学的分析に基づく聲音教養の合理的方法 京文社出版 デヴィド・スイ・テーラー[注釈 1]著/澤崎定之 高橋均 共訳 1929年（昭和4年）[注釈 2]
- 基礎唱歌法 共益商社 1935年（昭和10年）[31]
- 唱歌法 : 正しく美しい唱歌の基礎 音樂之友社 1949年（昭和24年）7月[32]

### 楽譜
- お手玉 文部省唱歌 1933年（昭和8年）[26]
- 単音唱歌 菊 （新調女声唱歌抜粋・其の十二） 共益商社書店 1933年（昭和8年）[27]
- Marchesi : l'art du chant : méthode pratique 30 vocalises op. 21, (complete) pour mezzo soprano マルケージ・澤崎作品二十一番 : 合本 澤崎定之譯 シンキヤウ社 1933年（昭和8年）[33]

## 主なディスコグラフィー
下記の他にも戦前のSPレコードの吹込みを数多く行っている。
- SP音源復刻盤 信時潔作品集成（2008年度（平成20年度）文化庁芸術祭大賞受賞） 澤﨑定之（指揮・独唱）ほか 日本伝統文化振興財団[34]
- ロームミュージックファンデーション SPレコード復刻CD集 澤﨑定之（指揮・独唱）ほか 日本音声保存[35]
- 西條八十全集/生誕100年 CD 1992年（平成4年） 日本コロムビア 澤崎定之指揮ほか[36]